# Piet Evers (burgemeester)
Pieter Jacobus Evers (Aardenburg, 28 juni 1911 - 6 april 1998) was een Nederlands politicus van de PvdA.
Hij werd geboren als zoon van Cornelis Jacobus Evers (1882-1942; bakker) en Johanna Schippers (1884-1963). Na de hbs was hij van 1930 to 1935 volontair bij de gemeentesecretarie van Sint Kruis. Daarna ging hij werken bij de gemeente Biervliet waar hij het bracht tot commies en gemeente-ontvanger. In mei 1954 werd hij de burgemeester van Kattendijke en in 1966 volgde zijn benoeming tot burgemeester van Kortgene. Hij ging daar in juli 1976 met pensioen. In 1998 overleed Evers op 86-jarige leeftijd.